# Puy du Fou
Puy du Fou (výslovnost [pɥi dy fu]) je zábavní park ve Francii. Nachází se v obci Les Epesses v departementu Vendée a zaujímá plochu 55 hektarů. Atrakce je zaměřená na rekonstrukci středověkého způsobu života, je zde možno vidět ukázky jízdy na koni, šermu, sokolnictví apod. Název je odvozen z latinského výrazu podium fagus (buková hora). O park pečuje Association du Puy du Fou s více než 3500 členy, jejímž šéfem je Nicholas de Villiers. Reklamním sloganem parku je „L'Histoire n'attend que vous“ („Historie čeká na vás“).
U zrodu parku stál Philippe de Villiers, který se inspiroval nedalekou zříceninou Château du Puy du Fou a od června roku 1978 začal se skupinou dobrovolníků pořádat zvuková a světelná představení o historii regionu nazvaná Cinéscénie. V roce 1989 byl v místě otevřen tematický park a postavena napodobenina středověké vesnice. Hudbu pro zdejší výstupy složil Alexandre Lagoya. V roce 2007 byl v blízkosti areálu vybudován komplex ubytovacích zařízení v historickém stylu, nazvaný La Cité Nocturne. Park se také věnuje natáčení historických filmů.
Park nabízí dvacet šest různých show o zhruba půlhodinové délce, hlavní z nich mají názvy Le Signe du Triomphe, Les Vikings, Le Secret de la Lance, Le Bal des Oiseaux Fantômes, Le Dernier Panache, Mousquetaire de Richelieu a Les Noces de Feu. Výklad je ve francouzštině s možností elektronického překladu.
V letech 1993 a 1999 zde jel prolog Tour de France a v roce 2011 se v Puy de Fou konalo slavnostní zahájení závodu. Parkem procházela i štafeta s olympijským ohněm před pařížskou olympiádou 2024. Natáčela se zde také televizní soutěž Intervilles.
Návštěvnost se pohybuje okolo dvou milionů osob ročně. V roce 2014 obdržel park Cenu potlesku od Mezinárodní asociace zábavních parků a atrakcí.
Puy de Fou spolupracuje s nizozemským zábavním parkem Efteling. V roce 2021 vznikla u Toleda španělská pobočka parku. Plánuje se také rozšíření projektu do Číny.
V představeních parku lze objevit četné historické nepřesnosti a podle kritiků v nich převažuje monarchistický a nacionalistický výklad francouzských dějin.